# Slavica Ziener
Slavica Ziener (* 1968 in Belgrad) ist eine deutsche Fotografin.

## Biografie
Slavica Ziener wuchs in Serbien auf. In den 1990er Jahren zog sie nach Deutschland und studierte Fotografie an der staatlichen Fachakademie für Fotodesign in München.  
Inzwischen arbeitet Slavica Ziener als freie Fotografin mit vielen renommierten Zeitschriften zusammen, darunter Cosmopolitan, Glamour, Manager Magazin, Maxim, Musikexpress,  Rolling Stone,  Spiegel, Süddeutsche Zeitung Magazin, Vanity Fair und  Die Zeit. Sie wirkte mit Porträtaufnahmen bei der Gestaltung der Albumcover zahlreicher Interpreten mit, wie zum Beispiel En misión del Señor – Live in Buenos Aires, Zurück zum Glück und Ballast der Republik von Die Toten Hosen, Twistet Mind von Virginia Nascimento, Popular Classic – Classic Popular von Bassiona Amorosa, Useless von T. V. Smith oder Inspiration von Min Jae Soung. 